# Торбеєво (смт)
Торбе́єво (рос. Торбеево, ерз. Торбеева) — селище міського типу, центр Торбеєвського району Мордовії, Росія. Адміністративний центр Торбеєвського міського поселення.
Населення — 9373 особи (2010; 9351 у 2002).